# Линейные корабли типа «Беллерофон»
Тип «Беллерофон» (англ. Bellerophon) — серия из трех британских линейных кораблей — дредноутов, построенных до Первой мировой войны. Входили в 4-ю эскадру линкоров Гранд Флита. Участвовали в Ютландском сражении, но сами огонь не открывали. Были практически полной копией «Дредноута». Одним из отличий являлась вторая трехногая мачта. Головной «Беллерофон» заложен на верфи Портсмута в день спуска на воду «Дредноута».

## Проектирование
У тех, кто занимался проектированием и постройкой «Дредноута», наблюдался некий уровень тревожности за его конструкцию с таким количеством нововведений. Бытовало мнение, что дальнейшее строительство капитальных кораблей стоит приостановить до получения данных об испытаниях «Дредноута». Тем не менее, все соглашались с тем, что строительство линкора с такой революционной конструкцией выведет Британию на позицию лидера по строительству кораблей нового типа, и это лидерство необходимо сохранить.
Практически не было сомнений, что появление «Дредноута» спровоцирует гонку морских вооружений великих держав. Первый лорд Адмиралтейства Кавдор опубликовал меморандум о будущих кораблестроительных программах, лозунгом которого стало «строй мало, строй быстро, каждый следующий мощнее предыдущего». Кавдор предполагал слияние типов линкора и линейного крейсера и предлагал закладывать каждый год «неснижаемый минимум» из четырёх капитальных кораблей, подобных линкору «Дредноут» или линейному крейсеру «Инвинсибл». Британия могла строить их за два года. Главный соперник — Германия, строила свои линкоры за три года. Первым ответом Германии на «Дредноут» должны были стать два линкора программы 1906 года. Таким образом, по расчетам Кавдора, в 1908 Германии имела бы только два корабля нового типа против десяти британских — пяти, подобных «Дредноуту», трёх «Инвинсиблов» и двух «Лордов Нельсонов».
Меморандум, очевидно, содержал не только личное мнение Кавдора, но и мнение Первого морского лорда Фишера. Последний предложил амбициозный проект синтеза линкора и крейсера — эскизный проект X4, датированный 2 декабря 1905 года. Это был предтеча быстроходного линкора — корабль с вооружением и бронированием «Дредноута», но скоростью «Инвинсибла». «Дредноут» критиковался за слабый 76-мм противоминный калибр, поэтому новый проект в дополнение к ним нёс ещё и восемь 102-мм. Ещё одним отличием от «Дредноута» были две треногие мачты с деррик-краном на грот-мачте для работы с шлюпками. Изменением по сравнению с «Дредноутом» было и наличие полноценной противоторпедной переборки толщиной 38-51 мм. По расчётам этот линкор имел водоизмещение 22 500 дл. тонн и должен был быть на треть дороже «Дредноута».
| Основные ТТХ проектов британских капитальных кораблей 1905—1906 годов | Основные ТТХ проектов британских капитальных кораблей 1905—1906 годов | Основные ТТХ проектов британских капитальных кораблей 1905—1906 годов | Основные ТТХ проектов британских капитальных кораблей 1905—1906 годов | Основные ТТХ проектов британских капитальных кораблей 1905—1906 годов |
| Характеристика                                                        | «Дредноут»                                                            | Проект Х4                                                             | «Инвинсибл»                                                           | Линкор программы 1906 года                                            |
| --------------------------------------------------------------------- | --------------------------------------------------------------------- | --------------------------------------------------------------------- | --------------------------------------------------------------------- | --------------------------------------------------------------------- |
| Дата спецификации                                                     | 12 мая 1905                                                           | 2 декабря 1905                                                        | 22 июня 1905                                                          | Июль 1906                                                             |
| Длина между перпендикулярами, м                                       | 149,4                                                                 | 176,8                                                                 | 161,5                                                                 | 149,4                                                                 |
| Длина наибольшая, м                                                   | 160,3                                                                 | 189,9                                                                 | 172,8                                                                 | 160,3                                                                 |
| Ширина, м                                                             | 25,0                                                                  | 25,3                                                                  | 23,9                                                                  | 25,0                                                                  |
| Осадка, м                                                             | 8,1                                                                   | 8,4                                                                   | 7,9                                                                   | 8,5                                                                   |
| Мощность СУ, л. с.                                                    | 23 000                                                                | 45 000                                                                | 41 000                                                                | 23 000                                                                |
| скорость, узлы                                                        | 21                                                                    | 25                                                                    | 25                                                                    | 21                                                                    |
| Вооружение                                                            |                                                                       |                                                                       |                                                                       |                                                                       |
| 305-мм                                                                | 10                                                                    | 10                                                                    | 8                                                                     | 10                                                                    |
| 102-мм                                                                | —                                                                     | 8                                                                     | —                                                                     | 16                                                                    |
| 76-мм                                                                 | 18                                                                    | 18                                                                    | 18                                                                    | —                                                                     |
| ТА                                                                    | 5×457-мм                                                              | 3×457-мм                                                              | 5×457-мм                                                              | 5×457-мм                                                              |
| Бронирование, мм                                                      |                                                                       |                                                                       |                                                                       |                                                                       |
| пояс                                                                  | 279                                                                   | 279                                                                   | 152                                                                   | 254                                                                   |
| барбеты                                                               | 279                                                                   | 279                                                                   | 178                                                                   |                                                                       |
| башни                                                                 | 279                                                                   | 279                                                                   | 178                                                                   | 279                                                                   |
| боевая рубка                                                          | 279                                                                   | 279                                                                   | 254                                                                   |                                                                       |
| Статьи весовой нагрузки, дл. тонн                                     |                                                                       |                                                                       |                                                                       |                                                                       |
| Корпус                                                                | 6100                                                                  | 7350                                                                  | 6200                                                                  | 6190                                                                  |
| Оборудование и запасы                                                 | 650                                                                   | 750                                                                   | 660                                                                   | 670                                                                   |
| Механизмы                                                             | 1990                                                                  | 3550                                                                  | 3300                                                                  | 2100                                                                  |
| Инж. Запасы                                                           | 60                                                                    |                                                                       | 90                                                                    |                                                                       |
| Уголь                                                                 | 900                                                                   | 1000                                                                  | 1000                                                                  | 900                                                                   |
| Бронирование                                                          | 5000                                                                  | 6540                                                                  | 3460                                                                  | 5340                                                                  |
| Вооружение                                                            | 3100                                                                  | 3210                                                                  | 2440                                                                  | 3200                                                                  |
| Запас водоизмещения                                                   | 100                                                                   | 100                                                                   | 100                                                                   | 100                                                                   |
| Итого проектное водоизмещение                                         | 17 900                                                                | 22 500                                                                | 17 250                                                                | 18 500                                                                |

По состоянию на 26 декабря 1905 года по кораблестроительной программе 1906—1907 года должны были быть заложены четыре линкора — два на королевских вервях в Девенпорте и Портсмуте и два на частных. Лорд Кавдор был представителем консервативной партии и его меморандум использовался в том числе и как часть предвыборной программы партии на выборах, запланированных на ноябрь 1905 года. Однако тори проиграли либеральной партии, которая шла на выборы под лозунгами повышения социальных выплат за счёт сокращения военных расходов. Кавдора на посту Первого лорда сменил Твидмут. Обычно новый Первый лорд сменял состав Комитета морских лордов, но Твидмут отошел от традиции и не стал их менять. Программе 1906 года посчастливилось меньше.
Первой жертвой стал проект X4. Фишер понимал, что из-за политики экономии этот проект ему не дадут реализовать, поэтому сам поднял перед Комитетом вопрос выбора проекта линкора 1906 года. В результате было решено, пока нет результатов испытаний «Дредноута», взять его проект с минимальными переделками, чтобы иметь возможность быстро внести изменения.
Следующим шагом весной 1906 года стало сокращение будущих кораблестроительных программ с четырёх до трёх линкоров в год. Морские лорды не смогли отстоять необходимость строительства именно четырёх кораблей. Это вызвало бурную реакцию в прессе, но имело и свои рациональные объяснения. Во-первых, ожидалось, что ведущие морские державы — Франция, США и Германия, изменят свои кораблестроительные программы и начнут строительство новых типов кораблей. Фактически же до публикации решения Адмиралтейства этого не случилось, поэтому в их программах образовалась пауза. Во-вторых, либеральная партия рассчитывала на договоренности по сокращению вооружений на запланированной ими мирной конференции в Гааге в 1907 году.
В мае 1906 года были заказаны башни главного калибра (ГК) для двух первых линкоров. Первые эскизы линкора программы 1906 года появились 1 июня 1906 года. От проекта Х4 новый проект унаследовал две треногие мачты и 102-мм орудия, только теперь их было 16, а 76-мм орудия вовсе отсутствовали. Бортовая броня имела толщину от 254 до 127 мм против 279—102 мм на «Дредноуте», а башни ГК защищались 254 мм броней вместо 279 мм. Проект имел размерения «Дредноута» и водоизмещение 18 400 дл. тонн вместо 17 900.
16 июня DNC Уотс заказал замену 254 мм брони на бортах и башнях на 279-мм. Ожидалось, что эта замена обойдется в 100 т дополнительного водоизмещения. Ещё одним изменением проекта стало продолжение двойного дна до скоса средней, броневой палубы в виде двойного дна и перенос дальше в середину корпуса продольной переборки. Проект, по всей видимости, был подан на рассмотрение Бюро 11 июля 1906 года. Водоизмещение выросло до 18 500 дл. тонн. Размерения корпуса оставили без изменений, увеличив осадку на 152 мм. Увеличить толщину главного бронепояса не удалось и он остался толщиной 254 мм, однако стал выше — при нормальных условиях он находился в 1 м (4 фута 6 дюймов) над уровнем воды, вместо 0,61 м (2 фута) у «Дредноута» и был постоянной толщины по высоте — 254-мм и в подводной части, без сужения клином до 178-мм. Для компенсации роста веса была уменьшена противоторпедная переборка.
6 августа 1906 года на рассмотрение была подана пересмотренная спецификация. Водоизмещение выросло до 18 600 дл. тонн. Главным изменением, обозначенным Уотсом в сопроводительной записке, была противоторпедная переборка по всей длине силовой установки и погребов ГК, в отличие от экранов на погребах у «Дредноута». Установку такой переборки обосновывали ростом торпедной угрозы и результатами проведенных экспериментов. Переборки шли как минимум в 3,35 м (11 футов) от внешней обшивки борта. Их толщина менялась от 25 до 76 мм в зависимости от расстояния до борта и защищаемого участка.
Первоначально планировалось, что продольные переборки не будут иметь вырезов и потому уголь из бортовых бункеров будет подниматься на уровень средней палубы (выше уровня воды) и только потом подаваться через вырезы в продольных переборках и дальше вниз — к котлам. Контролёр флота настоял на возврате перегрузочных шлюзов как на предыдущих проектах. Кроме возможности погрузки угля они позволяли эвакуировать персонал, занятый на погрузке. На практике ни один из кораблей типа не получал торпедного попадания и его защита не была опробована в бою, но очевидно, что принятые меры ухудшили надёжность защиты.
Считая, что снаряды, попадающие в верхнюю палубу, разорвутся, не достигнув барбетов, их толщину между главной и верхней палубой, в месте не прикрытом бортовым поясом, не стали увеличивать. В отличие от «Дредноута» они имели постоянную по окружности толщину не менее 203 мм. Участок барбета, выступающий над верхней палубе, желательно было сделать толще. Но он имел высоту всего 0,76 м, поэтому это посчитали не практичным и барбет имел постоянную толщину выше главной палубы. Барбеты бортовых башен «B» и «C» могли быть поражены прямым попаданием, поэтому их сделали толщиной 254 мм. Барбеты всех башен ниже главной палубы имели толщину 127 мм. Переделанный проект получил штамп Бюро 7 августа 1906 года. Три корабля по этому проекту должны были быть построены за два года, начиная с 1 сентября 1907 года — один в Порстмуте, один в Девенпорте и один по контракту.

## Конструкция

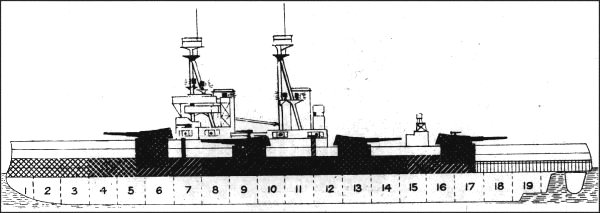
Линейные корабли типа «Беллерофон» схема бортового бронирования.

Линейные корабли типа «Беллерофон» имели наибольшую длину 160,32 м (159,11 м по ватерлинии), ширину 25,15 м и осадку 9,5 м, нормальное водоизмещение 18 596 т и 22 540 т — полное.
Из шестнадцати 102-мм орудий восемь установили на крышах башен и восемь — на надстройках.
Толщина пояса в районе миделя уменьшилась до 254 мм. Толщина брони на главной палубе увеличилась на полдюйма (12,7 мм). Корабли получили противоторпедную переборку, простиравшуюся по всей длине корпуса и доходившую до двойного дна (вместо двух локальных экранов в районе орудийных погребов, как это было на «Дредноуте»).

### Вооружение

#### Главный калибр
Линейные корабли типа «Беллерофон» были вооружены десятью 305-мм 45-калиберными орудиями Mk X в пяти двухорудийных башнях.
Вес орудия Mk X с затвором составил 58 т. Поверх внутренней нарезной трубы шла вторая (внешняя) труба. Обе трубы изготавливались из легированной никелевой стали. Традиционно для британского флота ствол скреплялся проволочной намоткой. Поверх внешней трубы, от дульного до казённого среза, наматывалась проволока из высокопрочной стали, имевшая прочность на разрыв 150 кг/мм².
Заряжание — картузное. Метательный заряд состоял из двух картузов с кордитом марки MD45 общей массой 117 кг. Затвор — поршневой, системы Велина. 386-кг бронебойному снаряду сообщалась начальная скорость в 830 м/с. Установка обеспечивала максимальный угол подъёма орудий в 13,5°, что давало максимальную дальность в 15 040 м. Первоначально в боезапас входили только бронебойные APC Mark VI и фугасные HE Mark IIa снаряды с баллистическим наконечником с оживалом в два диаметра. В 1915—1916 годах в боекомплект вошли бронебойные APC Mark VIa и полубронебойные Mark VIIa снаряды с оживалом в 4 диаметра, при стрельбе новыми снарядами максимальная дальность возросла до 17 236 м. С 1918 года применялись и бронебойные снаряды Mark VIIa (Greenboy). Максимальная дальность составила 18 690 м при угле возвышения 16°.

#### Противоминная артиллерия
Во время переоборудования 1916 года противоминные пушки с башен сняли и перенесли на палубы мостиков и надстроек, а также установили щиты. В 1917 году часть орудий сняли, чтобы обеспечить вооружением малые корабли, на кораблях осталось по 13 орудий.

### Бронирование
Броневая защита в целом повторяла «Дредноут», с небольшими измененными.
Толщина броневого пояса уменьшилась до 254 мм в районе миделя, а в оконечностях на один дюйм увеличилась. Барбеты имели 254 мм толщину броню по окружности, а толщина брони главной палубы увеличилась с 0,75" до 1,25".
Главным отличием в этом проекте от «Дредноута» была замена небольших защитных экранов орудийных погребов бронированной переборкой, простирающейся по всей длине от носового до кормового погреба и продолженной до двойного дна.

### Энергетическая установка
| Основные данные силовых установок и испытаний | Основные данные силовых установок и испытаний                 | Основные данные силовых установок и испытаний                 | Основные данные силовых установок и испытаний                 |
|                                               | «Беллерофон»                                                  | «Сьюперб»                                                     | «Темеррер»                                                    |
| --------------------------------------------- | ------------------------------------------------------------- | ------------------------------------------------------------- | ------------------------------------------------------------- |
| Силовая установка\|                           | 4 валы, прямоприводные паровые турбины Парсонса, 23 000 л. с. | 4 валы, прямоприводные паровые турбины Парсонса, 23 000 л. с. | 4 валы, прямоприводные паровые турбины Парсонса, 23 000 л. с. |
| Производитель турбин                          | Fairfield                                                     | Wallsend                                                      | Hawthorn Leslie                                               |
| Котлы                                         | 18 × Бабкок&Уилкокс                                           | 18 × Бабкок&Уилкокс                                           | 18 × Ярроу                                                    |
| Данные пробегов на мерной миле                |                                                               |                                                               |                                                               |
| Дата                                          | 2.11.1908                                                     | 2.04.1909                                                     | 5.03.1909                                                     |
| Средние обороты, об/мин                       | 335,6                                                         | 332,9                                                         | 331                                                           |
| Максимальная мощность, л. с.                  | 26 836                                                        | 27 407                                                        | 26 966                                                        |
| Максимальна скорость, узлы                    | 21,64                                                         | 21,56                                                         | 21,55                                                         |

Силовая установка перекочевала с «Дредноута». По сравнению с ним ожидалось падение максимальной скорости на 0,5 узла из-за увеличения водоизмещения и ширины. Тем не менее, на испытаниях все корабли серии легко достигли проектной скорости «Дредноута» в 21 узел. Два комплекта паровых турбин Парсонса общей мощностью 23 000 л. с. с прямым приводом на четыре вала. Они размещались в двух машинных отделениях, разделенных переборкой по диаметральной плоскости на два отсека. Каждый комплект турбин состоял из турбин высокого давления переднего и заднего хода и турбин низкого давления также переднего и заднего хода. На одном валу с турбинами низкого давления находились турбины крейсерского хода.
1 — внешний вал;
2 — патрубок подачи пара от турбины высокого давления (ТВД) заднего хода на турбину низкого давления (ТНД) заднего хода;
3 — ТВД заднего хода;
4 — думмис (неподвижное кольцо, компенсирующее осевую нагрузку пара на ротор турбины);
5 — несущий подшипник;
6 — ТВД переднего хода;
7 — внутренний вал;
8 — патрубок для подачи пара на ТВД переднего хода;
9 — блок упорного подшипника;
10 — патрубок для подачи пара на ТВД переднего хода;
11 — магистраль подачи пара из котельных отделений;
12 — вентиль управления подачей пара на турбины заднего хода;
13 — вентиль управления подачей пара на турбины переднего хода;
14 — вентиль управления подачей пара на крейсерскую турбину;
15 — патрубок для подачи пара на крейсерскую турбину;
16 — главный пароконденсатор;
17 — патрубок для подачи пара от ТНД на пароконденсатор;
18 — ТНД заднего хода;
19 — ТНД переднего хода;
20 — патрубок подачи пара от ТВД переднего хода на ТНД переднего хода;
21 — патрубок подачи пара от крейсерской турбины на ТВД переднего хода;
22 — крейсерская турбина.
Помимо многочисленных преимуществ турбины имели и существенный недостаток — они рассчитывались на один режим хода, в качестве которого обычно выбирался режим полного хода. Из-за этого на меньших оборотах они работали в неоптимальных условиях, что приводило к падению КПД и увеличению расхода топлива. Устранить этот недостаток призваны были турбины крейсерского хода, оптимизированные для работы на крейсерских скоростях (для «Дредноута» и «Беллерофона» порядка 17-18 узлов при примерно 250 об/мин, в отличие от 300 об/мин на максимальной мощности). Эти турбины не оправдали ожиданий. Они отключались на полном ходу, что приводило к повышенным нагрузкам из-за температурных расширений. 6 ноября 1907 года, после испытательного похода «Дредноута», их корпуса вскрыли и обнаружили, что лопатки второй и третей ступени имели повреждения. При дальнейшей эксплуатации были обнаружены и трещины в корпусах турбин на «Дредноуте» и «Беллерофоне», что приводило к утечкам пара. Поэтому было решено крейсерские турбины отключить и они до конца карьеры кораблей возились как балласт. С повышенным расходом топлива боролись путём подбора режимов работы силовой установки. Несмотря на упомянутые проблемы с крейсерскими турбинами, они устанавливались на британские линкоры вплоть до проекта «Нептуна» 1908 года.
Схема организации котельных отделений также повторяла таковую на «Дредноуте». Пар вырабатывали 18 котлов с рабочим давлением 16,5 ат (235 psi). На каждом котле устанавливались четыре форсунки для впрыска нефти производительностью 435 кг/час. На «Беллерофоне» и «Сьюпербе» стояли котлы Бабкок и Уилкокс, на «Темеррере» — Ярроу.
По сравнению с «Дредноутом» запасы топлива были уменьшены. Максимальная ёмкость угольных бункеров была уменьшена на 252 дл. тонны до 2648 дл. тонн, а запас нефти уменьшен на 278 дл. тонн — до 842 дл. тонн. Это привело к падению дальности хода на 18 узлах на 760 миль до 4230 миль, а при 10 узловом ходе на 900 миль, до 5720 миль. Расход топлива на крейсерских ходах 17-18 узлов составлял 324 тонны угля в сутки.

## Представители
| Название     | Судоверфь                                | Закладка       | Спуск на воду   | Принятие на вооружение | Судьба        |
| ------------ | ---------------------------------------- | -------------- | --------------- | ---------------------- | ------------- |
| «Беллерофон» | Portsmouth Dockyard, Портсмут, Англия    | 6 декабря 1906 | 27 июля 1907    | 20 февраля 1909        | исключен 1921 |
| «Сьюперб»    | Armstrong Elswick Works, Ньюкасл, Англия | 6 февраля 1907 | 7 ноября 1907   | 9 июня 1909            | исключен 1921 |
| «Темерер»    | Devenport Dockyard Плимут, Англия        | 1 января 1907  | 24 августа 1907 | 15 мая 1909            | исключен 1921 |

## Использованная литература и источники
1. 1 2 3  Burt. British Battleships WW1. — P. 59
2. 1 2  Friedman, British Battleship, 2015, p. 197.
3. 1 2  Parkes, British Battleships, 1990, p. 497.
4. 1 2 3 4  Friedman, British Battleship, 2015, p. 201.
5. ↑  Roberts, Dreadnought, 2002, p. 13.
6. ↑  Roberts. Battlecruisers. — P. 26
7. ↑  Roberts. Battlecruisers. — P. 24
8. ↑  Friedman, British Battleship, 2015, p. 957.
9. 1 2  Friedman, British Battleship, 2015, p. 207.
10. ↑  Friedman, British Battleship, 2015, p. 203.
11. ↑  Friedman, British Battleship, 2015, p. 205.
12. ↑  Parkes, British Battleships, 1990, p. 497.
13. 1 2  Friedman, British Battleship, 2015, p. 206.
14. 1 2  Friedman, British Battleship, 2015, p. 208.
15. ↑  Friedman, British Battleship, 2015, pp. 812—813.
16. ↑  Friedman, British Battleship, 2015, p. 209.
17. 1 2  Виноградов. Дредноут, 1996, с. 9.
18. ↑  DiGiulian, Tony. Britain 12″/45 (30.5 cm) Mark X (англ.). navweaps.com. — Описание орудия 12″/45 Mark X. Дата обращения: 10 сентября 2015. Архивировано 19 апреля 2012 года.
19. ↑  Дредноуты Первой Мировой, 2015, с. 36.
20. 1 2  Parkes, British Battleships, 1990, p. 499.
21. 1 2 3 4 5  Burt. British Battleships WW1. — P. 64
22. ↑  Burt. British Battleships WW1. — P. 68
23. 1 2 3  Burt. British Battleships WW1. — P. 65
24. 1 2 3  Roberts, Dreadnought, 2002, p. 25.
25. 1 2  Parkes, British Battleships, 1990, p. 501.